# Bauke Mollema
Bauke Mollema (* 26. November 1986 in Groningen) ist ein niederländischer Radrennfahrer. Im Jahr 2019 gewann er mit der Lombardei-Rundfahrt ein Monument des Radsports.

## Werdegang

### Frühe Jahre
Nachdem Bauke Mollema den Flèche du Sud als Gesamtzwölfter beendet hatte, fuhr er ab dem 1. August 2006 als Stagiaire des niederländischen UCI Continental Teams Löwik Meubelen. Bereits bei seinem ersten Einsatz, bei der Vuelta Ciclista a León gewann er im Alter von 19 Jahren sein erstes internationales Rennen, als er die 2. Etappe für sich entschied.
Mit dem Jahr 2007 wurde Mollema im Rabobank Continental Team aufgenommen, das als Nachwuchsmannschaft der niederländischen Rabobank-Mannschaft diente. Mit einem Etappensieg entschied er die Gesamtwertung des Circuito Montañes für sich, ehe er als Gesamtdritter die Nachwuchswertung der Tour de l’Ain für sich entschied. Am Ende der Saison ging er für die niederländische Nationalmannschaft bei der Tour de l’Avenir an den Start, wo er sich in der Gesamtwertung vor dem deutschen Tony Martin durchsetzte.

### Karrierestart bei Rabobank
Nach nur einem Jahr stieg Bauke Mollema im Alter von 21 Jahren ins Rabobank Pro Team auf, das bei den größten Rennen des Radsportkalenders an den Start ging. In seiner ersten Saison gab er sein UCI-ProTour-Debüt bei der Tour de Romandie, die er jedoch aufgrund eines Schlüsselbeinbruchs frühzeitig beenden musste. Im August fuhr er als Siebter in die Top 10 der Deutschland Tour. Im April des Jahres 2009 wurde Mollema mit Pfeifferschem Drüsenfieber diagnostiziert und verpasste einen Großteil der Saison. Nach überstandener Krankheit gab Mollema sein Grand-Tour-Debüt beim Giro d’Italia 2010. Diesen beendet er als bestplatzierter Fahrer seiner Mannschaft auf dem zwölften Gesamtrang, wobei er sich in der Nachwuchswertung nur dem Australier Richie Porte und dem Kroaten Robert Kišerlovski geschlagen geben musste. Sein erster Sieg als Profi folgte im September desselben Jahres im Rahmen der Polen-Rundfahrt, als er die 6. Etappe als Solist gewann. Weiters beendete er das Etappenrennen der UCI ProTour hinter Daniel Martin und Grega Bole auf dem dritten Gesamtrang.

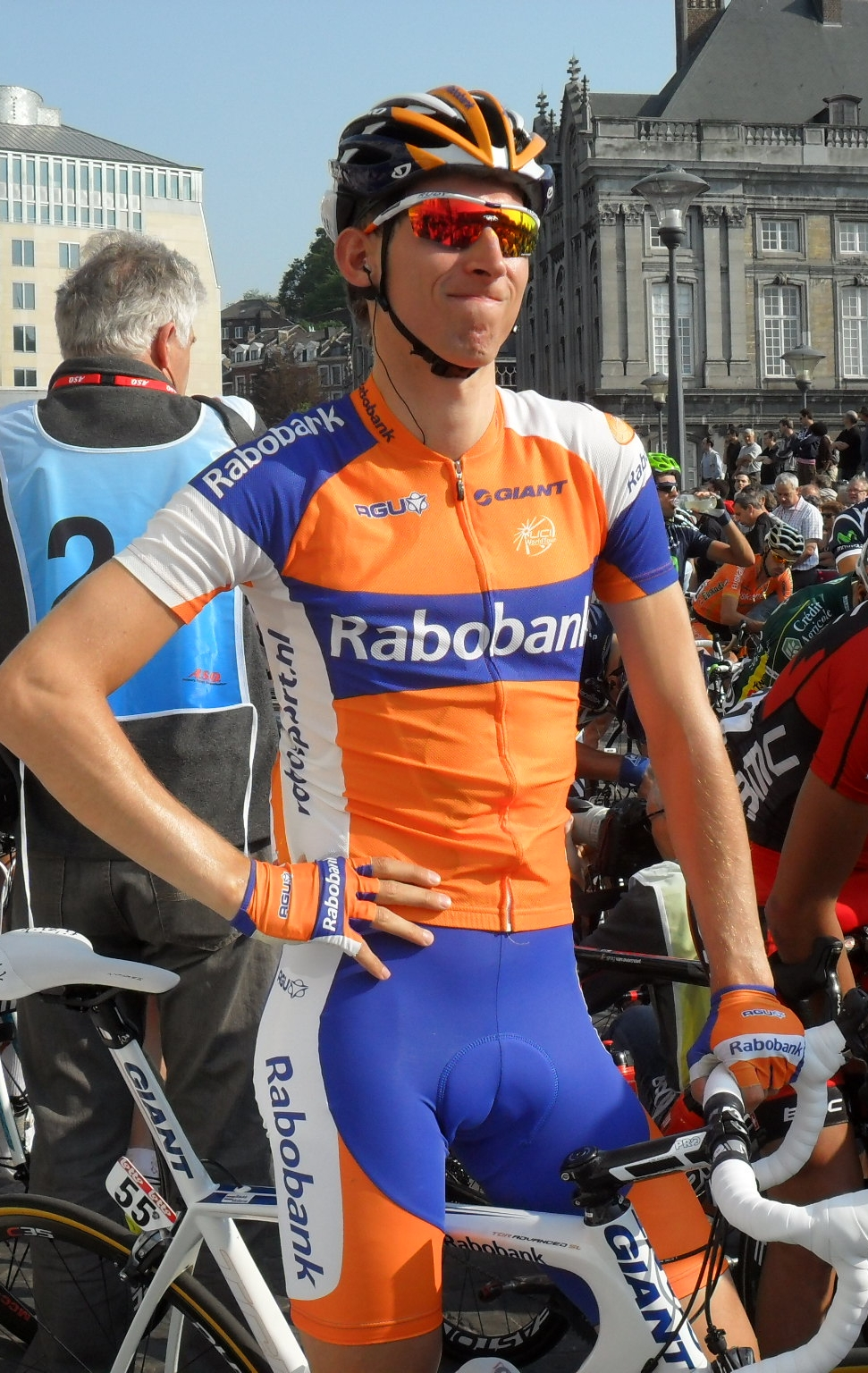
Nach der Disqualifikation von Juan José Cobo wird Bauke Mollema der Dritter Gesamtrang bei der Vuelta a España 2011 zugesprochen

Im Jahr 2011 stieg Bauke Mollema neben seinen Landsmännern Robert Gesink und Steven Kruijswijk zusehends zum Rundfahrten-Kapitän des Rabobank Cycling Teams auf. Mit Paris–Nizza, der Katalonien-Rundfahrt und Tour de Suisse beendete er drei Etappenrennen der neugeschaffenen UCI WorldTour in den Top 10 der Gesamtwertung, ehe er bei der Tour de France 2011 an den Start ging. Diese beendete er auf dem 70. Gesamtrang, wobei er die 17. Etappe als Zweiter hinter dem Norweger Edvald Boasson Hagen beendete. Im August nahm er mit der Vuelta a España eine weitere Grand Tour in Angriff. Nachdem er sich auf den ersten Etappen schadlos gehalten hatte, beendete er den 9. Abschnitt auf dem zweiten Platz und übernahm das Rote Trikot des Gesamtführenden. Im anschließenden Einzelzeitfahren verlor er jedoch viel Zeit und rutschte auf den siebten Platz ab. Auf der 14. Etappe rückte er zwischenzeitlich wieder auf den dritten Gesamtrang vor, ehe er auf der Alto de Angliru von Juan José Cobo vom Podium verdrängt wurde. Als Gesamtvierter wies Bauke Mollema schlussendlich einen Rückstand von rund zwei Minuten auf den siegreichen Spanier auf, der im Nachhinein wegen Doping disqualifiziert wurde. Weiters setzte sich Mollema in jenem Jahr in der Punktewertung der Spanien-Rundfahrt durch.
In der Saison 2012 wurde Bauke Mollema zunächst Gesamtdritter der Baskenland-Rundfahrt, ehe er bei den Ardennen-Klassikern mit mehreren Spitzenplatzierungen aufzeigte und mit Platz sechs bei Lüttich–Bastogne–Lüttich erstmals in die Top 10 eines Monuments des Radsports fuhr. Nachdem er die Tour de France auf der 11. Etappe aufgab, konnte er seine Vorjahresleistung bei der Vuelta a España nicht wiederholen und belegte den 28. Gesamtrang. Am Ende der Saison beendete er die Lombardei-Rundfahrt auf dem siebten Rang.
Nach zwei sieglosen Jahren gewann der zwischenzeitlich 26-jährige Niederländer bei der Tour de Suisse 2013 die Bergankunft von Crans-Montana und musste sich in der Gesamtwertung nur dem Portugiesen Rui Costa geschlagen geben. Bei der Tour de France rückte er nach der ersten Bergankunft auf den vierten Gesamtrang vor, ehe er sich auf einer Windkante während der 13. Etappe gemeinsam mit Alberto Contador von den restlichen Gesamtklassement-Fahrern absetzte und hinter Chris Froome auf den zweiten Rang vorrückte. In der letzten Woche konnte er seinen Podestplatz jedoch nicht verteidigen und wies schlussendlich als Gesamtsechster einen Rückstand von fast zwölf Minuten auf. Bei der Vuelta a España feierte Bauke Mollema im Anschluss seinen ersten Grand-Tour-Etappensieg, als er im Finale der 17. Etappe angriff und sich nur knapp vor den herannahenden Sprintern ins Ziel rettete. In der Gesamtwertung spielte er in jenem Jahr jedoch keine Rolle.
Im Jahr 2014 verpasste Mollema beim Flèche Wallonne als Vierter nur knapp einen Podestplatz, ehe er eine Etappe der Tour of Norway gewann. Nach dem dritten Gesamtrang bei der Tour de Suisse ging er als Kapitän bei der Tour de France an den Start. Auf der 5. Etappe, die bei regnerischen Verhältnissen über das Kopfsteinpflaster von Paris–Roubaix führt, verlor er bereits wertvolle Zeit, ehe er den besten des Gesamtklassements auch auf den nachfolgenden Bergetappen nicht folgen konnte. Schlussendlich belegte er dennoch den zehnten Gesamtrang. Nach der Frankreich-Rundfahrt ging Bauke Mollema bei der Clásica San Sebastián an den Start und beendete diese hinter dem Spanier Alejandro Valverde auf dem zweiten Platz.

### Wechsel zum Trek-Team

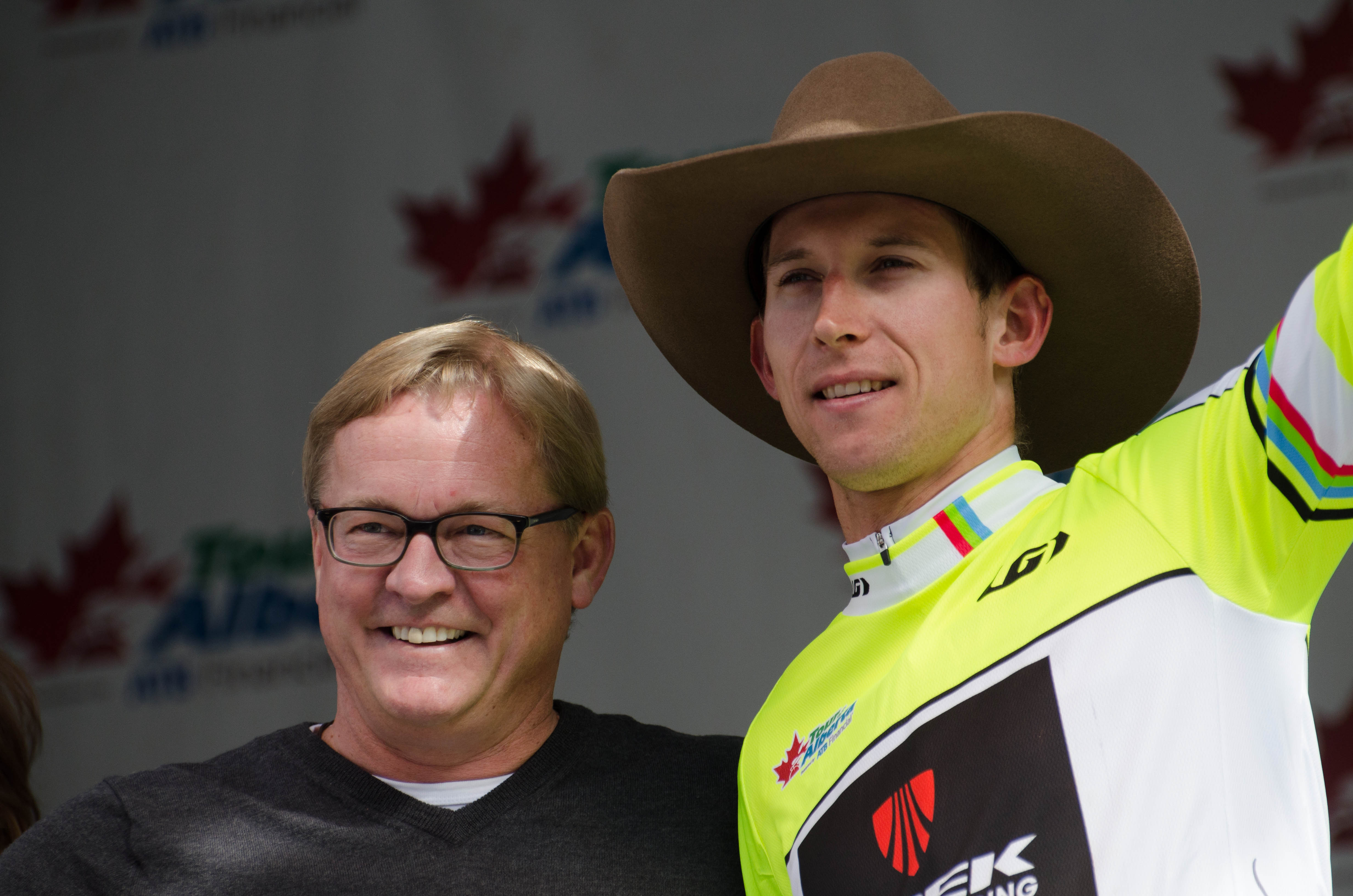
Bauke Mollema (rechts) gewinnt die Tour of Alberta 2015

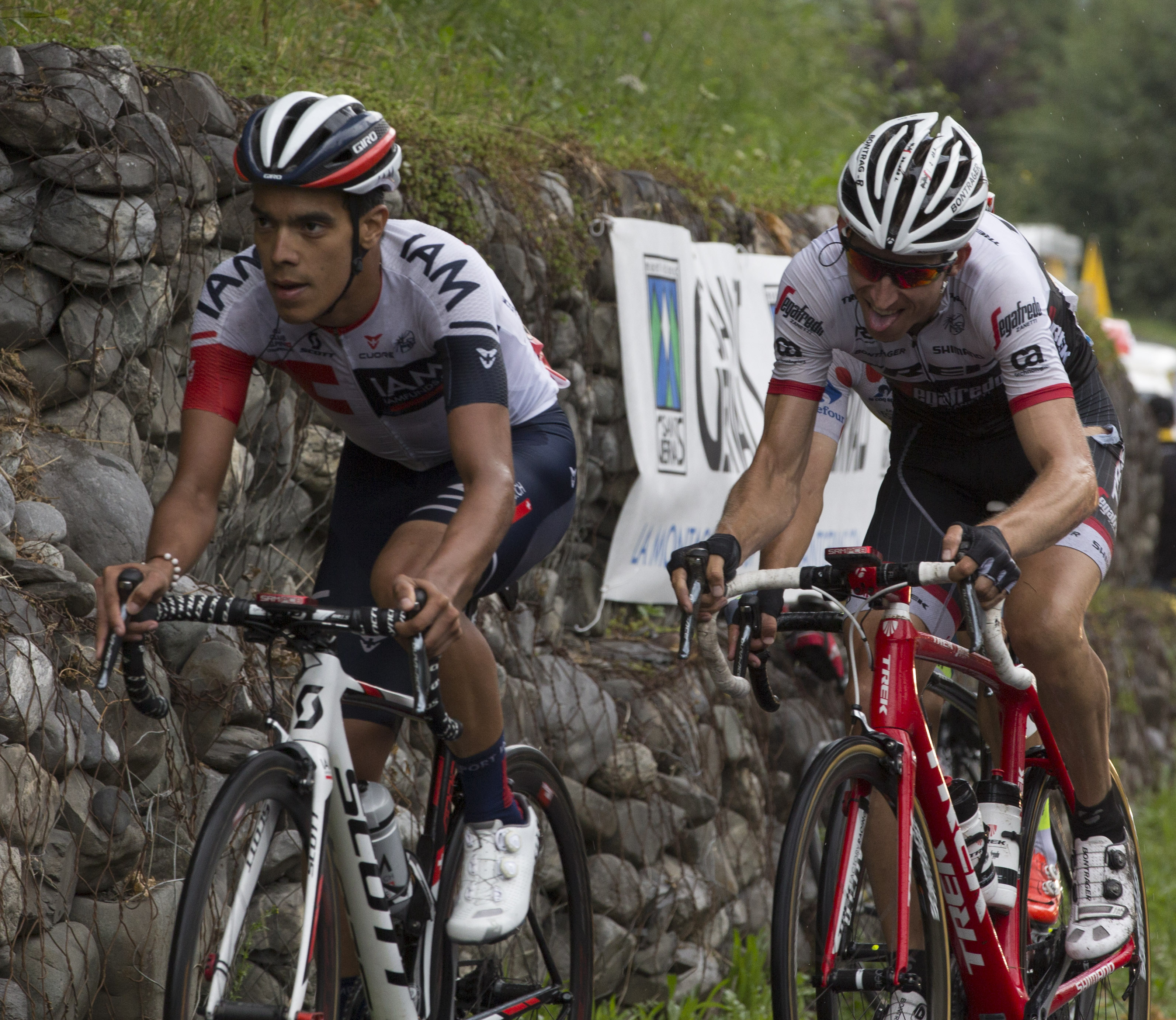
Bei der Tour de France 2016 verliert Bauke Mollema (rechts) auf der 19. Etappe seinen Podestplatz

Nach sieben Jahren bei der Rabobank-Mannschaft (später Belkin-Pro Cycling Team) wechselte Bauke Mollema im Alter von 28 Jahren zum US-amerikanischen UCI WorldTeam Trek Factory Racing (später Trek-Segafredo und Lidl-Trek). Zu Beginn seiner ersten Saison wurde er hinter Nairo Quintana Gesamtzweiter von Tirreno–Adriatico. Bei der Tour de France 2015 fuhr er als Siebter erneut in den Top 10 der Gesamtwertung, wobei ihm mehr als 15 Minuten auf den siegreichen Chris Froome fehlten. Am Ende der Saison gewann er mit der Tour of Alberta erstmals ein Etappenrennen der Elite-Klasse, ehe er sich auch beim Japan Cup Cycle Road Race durchsetzte.
Bei der Tour de France 2016 hielt sich Mollema in der ersten Rennwoche schadlos und lag nach den Pyrenäen-Etappen auf dem siebten Gesamtrang. Bei der Bergankunft am Mont Ventoux, die wegen starkem Wind zum Chalet Reynard verlegt wurde, setzte er sich gemeinsam mit Chris Froome und Richie Porte von den restlichen Gesamtklassement-Fahrern ab, ehe das Trio mit einem stehenden Begleitmotorrad kollidierte. Tags darauf schob er sich im Einzelzeitfahren der 13. Etappe auf den zweiten Gesamtrang und verteidigte diesen im Bergzeitfahren des 18. Abschnitts. Drei Tage vor dem Ende der Rundfahrt kam Mollema auf der vom Regen nassen Abfahrt der Côte de Domancy zu Sturz und verlor rund vier Minuten im Gesamtklassement, womit er auf den zehnten Platz abrutschte. Schlussendlich beendete er seine sechste Tour de France als Elfter. Wenige Tage später gewann er die Clásica San Sebastián, nachdem er sich rund acht Kilometer vor dem Ziel als Solist absetzen konnte. Am Ende der Saison war er zudem im Einzelzeitfahren der Tour of Alberta erfolgreich. Er musste sich in der Gesamtwertung jedoch mit einer Sekunde Rückstand dem Kanadier Robin Carpenter geschlagen geben.
Im Jahr 2017 gab Bauke Mollema den Giro d’Italia als Ziel aus, ehe er als Helfer von Alberto Contador bei der Tour de France an den Start ging. Zu Saisonbeginn gewann er die Gesamtwertung der Vuelta a San Juan. Bei seinem Giro-d’Italia-Debüt erwies sich der zwischenzeitlich 30-Jährige als einer der stärksten Fahrer und rückte nach der Bergankunft am Blockhaus und dem langen Einzelzeitfahren der zweiten Woche auf den dritten Gesamtrang vor. Auf der 14. Etappe verlor er seinen Podiumsplatz jedoch bei der Bergankunft von Oropa und beendete seine erste Italien-Rundfahrt schlussendlich auf dem siebten Gesamtrang. Da Alberto Contador bei der Tour de France nicht in den Kampf um den Gesamtsieg eingreifen konnte, erhielt Bauke Mollema nach den Pyrenäen-Etappen vermehrt die Freiheit in Ausreißergruppen zu gehen. So gewann er die hüglige 15. Etappe, wobei er sich 30 Kilometer vor dem Ziel in Le Puy-en-Velay als Solist absetzen konnte. Nach seinem ersten Tour-de-France-Etappensieg, stand der als Dritter erneut auf dem Podium der Clásica San Sebastián, ehe er am Ende der Saison hinter Tim Wellens Gesamtzweiter der Tour of Guangxi wurde.

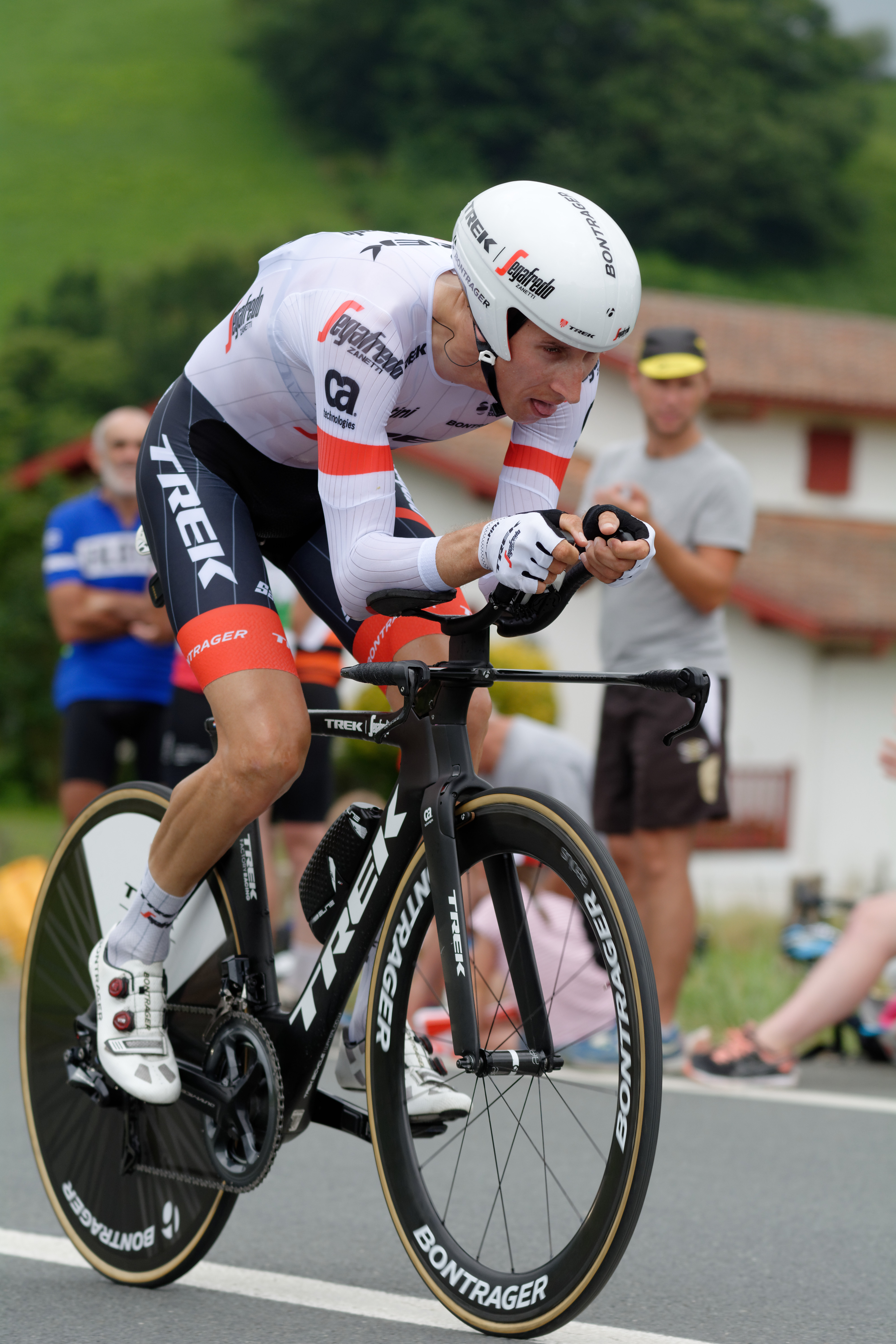
Bauke Mollema im Zeitfahren der Tour de France 2018

Auch in der Saison 2018 erwies sich Mollema als solider Fahrer bei den Rundfahrten. Zudem gewann er eine Etappe der Settimana Internazionale Coppi e Bartali, bei der er den zweiten Gesamtrang belegte. Nachdem er bei der Tour de France mit dem 26. Gesamtrang hinter seinen früheren Leistungen zurückgeblieben war, wurde er erneut Zweiter der Clásica San Sebastián, ehe zwei zweite Plätze bei Etappen der Vuelta a España folgten. Am Ende der Saison entschied er den Gran Premio Beghelli nach einer späten Attacke für sich.
Im Jahr 2019 ging er erneut beim Giro d’Italia und der Tour de France an den Start, wobei er sich bei letzterer in die Dienste von Richie Porte stellte. Bei der Italien-Rundfahrt stellte er mit dem fünften Gesamtrang eine neue persönliche Bestleistung auf. Nach der Frankreich-Rundfahrt überzeugte Mollema erneut als Fünfter bei der Clásica San Sebastián, ehe er sich mit der niederländischen Nationalmannschaft den Europameistertitel in der Mixed-Staffel sicherte. Ein Monat später krönte er sich in dieser Disziplin gemeinsam mit Jos van Emden, Koen Bouwman, Lucinda Brand, Amy Pieters und Riejanne Markus zum Weltmeister. Am Ende der Saison ging Bauke Mollema bei den italienischen Herbstklassikern an den Start und beendete den Giro dell’Emilia, Gran Premio Beghelli und Mailand–Turin in den Top, ehe er mit der Lombardei-Rundfahrt im Alter von 32 Jahren erstmals ein Monument des Radsports gewann. Er siegte dabei als Solist mit einem Vorsprung von 16 Sekunden nachdem er rund 18 Kilometer vor dem Ziel im Anstieg des Civiglio angegriffen hatte. Nach seinen Erfolgen in Italien gewann er zum zweiten Mal das Japan Cup Cycle Road Race.
Im Jahr 2020, das maßgeblich durch die COVID-19-Pandemie geprägt wurde, verpasste Bauke Mollema als Vorjahressieger nur knapp einen Podiumsplatz bei der Lombardei-Rundfahrt. Bei der in den September verschobenen Tour de France zog er sich auf der 13. Etappe eine Handgelenksfraktur zu und beendete seine Saison frühzeitig.

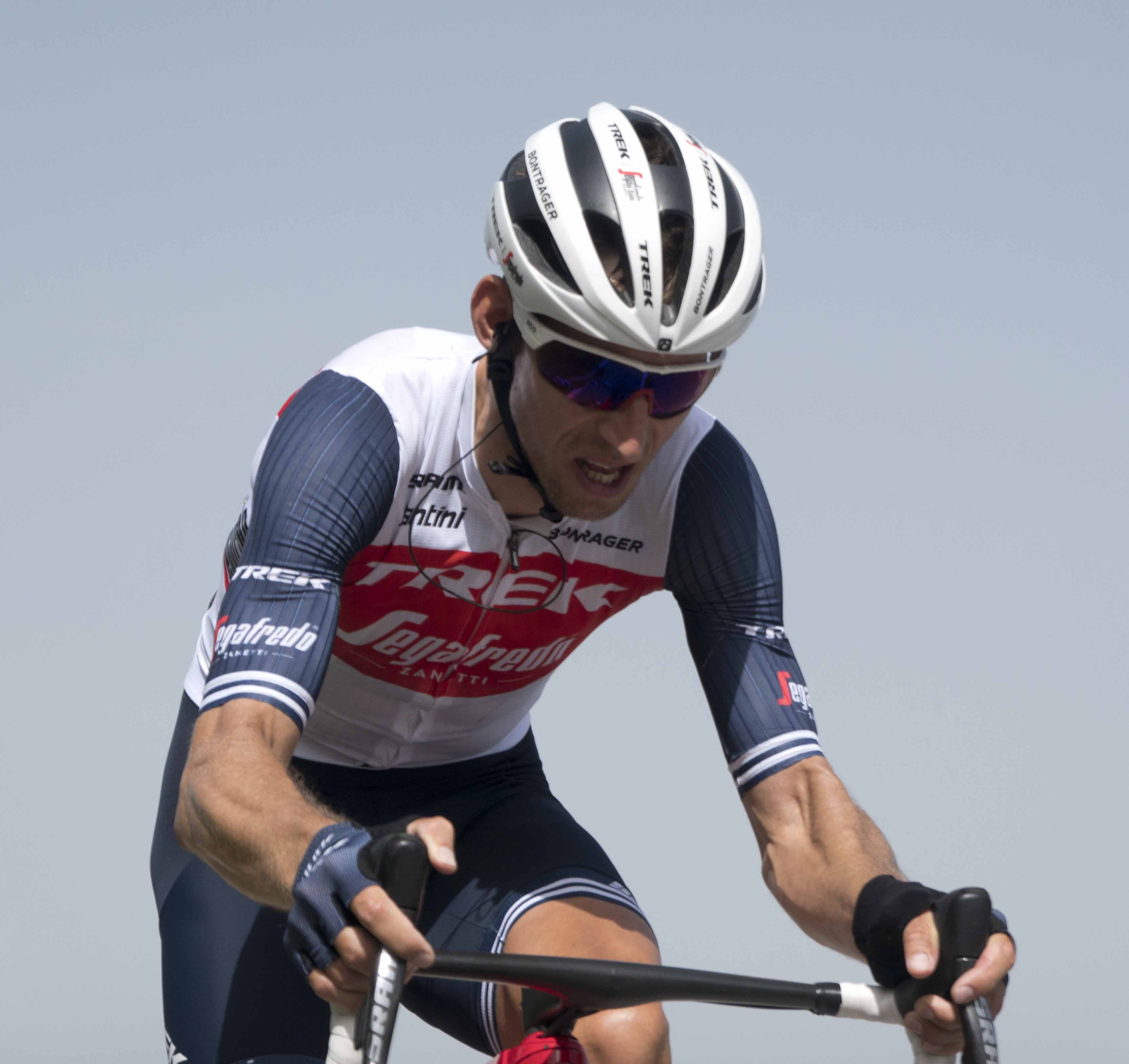
Im Jahr 2021 gewinnt Mollema seine zweite Tour-de-France-Etappe

Zu Beginn der Saison gewann Bauke Mollema eine Etappe und die Punktewertung der Tour des Alpes-Maritimes et du Var, ehe er sich bei der Trofeo Laigueglia durchsetzte und Zweiter des Gran Premio Industria & Artigianato wurde. Beim Giro d’Italia konzentrierte er sich erstmals nicht auf das Gesamtklassement, sondern versuchte auch bei der italienischen Grand Tour eine Etappe zu gewinnen. Nachdem er sein Ziel nicht erreicht hatte, ging er bei der Tour de France an den Start, wo er die 14. Etappe nach einem Solo über mehr als 40 Kilometer für sich entschied. Nach der Frankreich-Rundfahrt ging Bauke Mollema in Tokio bei seinen zweiten Olympischen Spielen an den Start und verpasste als Vierter nur knapp eine Medaille im Straßenrennen. Er erreichte dabei das Ziel mit der ersten größeren Gruppe und musste sich im Sprint nur dem Belgier Wout van Aert und dem Slowenen Tadej Pogačar geschlagen geben. Nachdem er mit der niederländischen Mixed-Staffel die Bronze-Medaille bei den Europameisterschaften gewonnen hatte, holte er sich mit seinen Mannschaftskollegen die Silbermedaille bei den Weltmeisterschaften.
In den nachfolgenden Jahren konnte Bauke Mollema bei den Grand Tours nicht mehr an seine früheren Leistungen anschließen, wobei er sich nun vermehrt auf Etappensiege konzentrierte. Beim Giro d’Italia 2022 verpasste er als Zweiter nur knapp einen Etappensieg am 7. Abschnitt, ehe er im Alter von 35 Jahren erstmals niederländischer Meister im Zeitfahren wurde. Im Mai 2022 verlängerte er seinen laufenden Vertrag bis ins Jahr 2026.

## Ehrungen
2011 und 2013 wurde Mollema niederländischer Radsportler des Jahres.

## Erfolge
2006
- eine Etappe Vuelta Ciclista a León

2007
- Gesamtwertung und eine Etappe Circuito Montañés
- Gesamtwertung Tour de l’Avenir

2010
- eine Etappe Polen-Rundfahrt

2011
- Punktewertung Vuelta a España

2013
- eine Etappe Tour de Suisse
- eine Etappe Vuelta a España

2014
- eine Etappe Tour of Norway

2015
- Gesamtwertung und Mannschaftszeitfahren Tour of Alberta
- Japan Cup

2016
- Clásica San Sebastián
- eine Etappe Tour of Alberta

2017
- Gesamtwertung Vuelta a San Juan Internacional
- eine Etappe Tour de France

2018
- eine Etappe Settimana Internazionale
- Kämpferischster Fahrer Vuelta a España
- Gran Premio Beghelli

2019
- Europameister – Mixed-Staffel
- Weltmeister – Mixed-Staffel
- Il Lombardia
- Japan Cup

2021
- eine Etappe und Punktewertung Tour des Alpes-Maritimes et du Var
- Trofeo Laigueglia
- eine Etappe Tour de France

2022
- Niederländischer Meister – Einzelzeitfahren

## Wichtige Platzierungen
| Grand Tour            | 2008 | 2009 | 2010 | 2011 | 2012 | 2013 | 2014 | 2015 | 2016 | 2017 | 2018 | 2019 | 2020 | 2021 | 2022 | 2023 | 2024 |
| --------------------- | ---- | ---- | ---- | ---- | ---- | ---- | ---- | ---- | ---- | ---- | ---- | ---- | ---- | ---- | ---- | ---- | ---- |
| Giro d’ItaliaGiro     | –    | –    | 12   | –    | –    | –    | –    | –    | –    | 7    | –    | 5    | –    | 28   | 26   | 50   | –    |
| Tour de FranceTour    | –    | –    | –    | 70   | DNF  | 6    | 10   | 7    | 11   | 17   | 26   | 28   | DNF  | 20   | 24   | –    | –    |
| Vuelta a EspañaVuelta | –    | –    | –    | 3    | 28   | 52   | –    | –    | –    | –    | 30   | –    | –    | –    | –    | 79   | –    |

| Monument                 | 2008 | 2009 | 2010 | 2011 | 2012 | 2013 | 2014 | 2015 | 2016 | 2017 | 2018 | 2019 | 2020 | 2021 | 2022 | 2023 | 2024 |
| ------------------------ | ---- | ---- | ---- | ---- | ---- | ---- | ---- | ---- | ---- | ---- | ---- | ---- | ---- | ---- | ---- | ---- | ---- |
| Mailand–Sanremo          | –    | –    | –    | –    | –    | –    | 37   | –    | –    | –    | –    | –    | –    | –    | –    | –    | –    |
| Flandern-Rundfahrt       | –    | –    | –    | –    | –    | –    | –    | –    | –    | –    | –    | –    | –    | –    | –    | –    | –    |
| Paris–Roubaix            | –    | –    | –    | –    | –    | –    | –    | –    | –    | –    | –    | –    | –    | –    | –    | –    | –    |
| Lüttich–Bastogne–Lüttich | –    | –    | –    | 47   | 6    | 77   | 15   | 35   | 9    | –    | 25   | –    | –    | 8    | 28   | 29   | 13   |
| Lombardei-Rundfahrt      | DNF  | 68   | 12   | DNF  | 7    | –    | 89   | 75   | 19   | 19   | 64   | 1    | 4    | 20   | 7    | 43   | 12   |

| Weltmeisterschaft        | 2008 | 2009 | 2010 | 2011 | 2012 | 2013 | 2014 | 2015 | 2016 | 2017 | 2018 | 2019 | 2020 | 2021 | 2022 | 2023 | 2024 |
| ------------------------ | ---- | ---- | ---- | ---- | ---- | ---- | ---- | ---- | ---- | ---- | ---- | ---- | ---- | ---- | ---- | ---- | ---- |
| StraßenrennenStraße      | –    | –    | –    | 62   | 48   | 11   | 18   | 69   | –    | 34   | 12   | DNF  | –    | 29   | 25   | –    | 12   |
| EinzelzeitfahrenEZF      | –    | –    | –    | –    | –    | –    | –    | –    | –    | –    | –    | –    | –    | –    | 25   | –    | –    |
| MannschaftszeitfahrenMZF | –    | –    | –    | –    | –    | –    | –    | –    | –    | –    | –    | 1    | –    | 2    | 5    | –    | –    |